# تاريخ المستبصر
تاريخ المستبصر هو كتاب جغرافي ألفه المؤرخ ابن المجاور (601 هـ - 690 هـ)، تحدث المؤلف في كتابه عن وصف بلاد اليمن ومكة والحجاز ، وابتدأ بالكلام عن مكة المكرمة ثم انتهى بالبحرين , اطلع فيه على الأدلة الملاحية المشهورة ، وتعرف على علوم الملاحة القديمة التي تصف خطوط الملاحة وأطوالها بين بلاد العرب الجنوبية وجزيرة جاوة , خصص جزء من كتابه لوصف مدينتي عدن وجدة. يُعتقد أن ابن المجاور ألف كتابه المستبصر قبل عام 1233 م.